# Théorie vérificationniste de la signification
La théorie vérificationniste de la signification, ou Vérificationnisme (en allemand Verifikationismus) est une conception épistémologique affirmant qu'un énoncé n'a de signification cognitive, c'est-à-dire n'est susceptible d'être vrai ou faux, que s'il est vérifiable par l'expérience : c'est pourquoi on parle aussi d'empirisme logique. Les autres énoncés sont soit analytiques, et « vides de sens » (sinnlos), soit synthétiques mais non vérifiables par l'expérience, et donc « absurdes » (unsinnig). Cette distinction entre sinnlos et unsinnig vient du Tractatus logico-philosophicus de Wittgenstein, qui influença le programme du Cercle de Vienne.

D'où la formule : « La signification d'une proposition, c'est son moyen de vérification », que Wittgenstein illustre ainsi :  

« Si je dis, par exemple : "Il y a un livre là-haut sur l'étagère", comment dois-je faire pour le vérifier ? (...) Si je ne peux jamais vérifier complètement le sens d'une proposition, alors je ne peux pas avoir voulu dire quelque chose avec cette proposition non plus. ».

— Ludwig Wittgenstein, cité par Friedrich Waismann, in : Ludwig Wittgenstein and the Vienna Circle.

## Distinction entre énoncés analytiques et synthétiques
Le sens d'une proposition est réduit à sa signification cognitive, autrement dit à la valeur de vérité de celle-ci : une proposition qui n'est ni vraie ni fausse est, selon le Cercle de Vienne, dépourvue de signification. C'est en ce sens que le positivisme affirme que les énoncés poétiques, ou métaphysiques, sont des énoncés sur le langage, et non sur le monde : ils n'ont pas de valeur de vérité, celle-ci dépendant d'une correspondance avec les faits empiriques.
La signification logique d'un énoncé dépend de la possibilité de sa vérification empirique : « le sens d'un énoncé est la méthode de sa vérification » (Carnap). Selon le positivisme, les énoncés se divisent en énoncés analytiques (les propositions de la logique et des mathématiques, réductibles à des tautologies) et en énoncés synthétiques, qui constituent les sciences empiriques. Les énoncés analytiques n'apprennent rien sur le monde, et sont vrais de par la signification des termes qui les composent (ainsi, « tous les célibataires sont non-mariés »). Ce sont des propositions sinnlos et non pas unsinnig : non pas « absurdes », mais « vides de sens ». Le réductionnisme logique de Frege et Russell montrerait alors, en réduisant à la logique mathématique les énoncés des mathématiques, que ces derniers seraient formés de tautologies. En se ralliant à Wittgenstein, Russell abandonne ainsi sa position de 1903 (dans Principles of Mathematics), où il considérait que Kant avait eu raison, dans la Critique de la raison pure, de qualifier les mathématiques de « synthétiques », mais qu'il aurait aussi dû accorder ce statut aux énoncés logiques.
Pour qu'un énoncé synthétique ait un sens, il faut donc qu'il porte sur un fait empirique observable. S'il n'est pas vérifiable à l'aide de l'expérience, alors c'est soit de la pseudo-science, soit de la métaphysique. Ainsi une proposition affirmant « il y a un Dieu » n'est ni vraie, ni fausse, mais tout simplement dénuée de signification, car invérifiable. Toutefois, contrairement à une opinion reçue, tous les énoncés métaphysiques ne sont pas absurdes pour le positivisme logique : ainsi, Carnap considère qu'un énoncé métaphysique et apparemment ontologique tel que « le monde se compose de données sensorielles » ou « le monde est composé de choses matérielles » n'est pas absurde ; il donne seulement l'illusion de donner une information sur le monde, alors qu'il exprime en fait une préférence linguistique. En d'autres termes, ces énoncés métaphysiques sont des énoncés sur le langage, thèse qui informe une grande partie de la philosophie analytique.

## Expressions logiques et descriptives; énoncés observationnels et théoriques
L'empirisme logique divise ainsi les énoncés des théories scientifiques en « expressions logiques » et en « expressions descriptives » : ceux-là rassemblent les connecteurs logiques et les quantificateurs, et sont partagés par toutes les sciences, tandis que ceux-ci sont spécifiques à chaque science (par exemple le concept de « force », d'« électron » ou de « molécule »). Les termes descriptifs eux-mêmes se divisent en « langage observationnel » et en « langage théorique » : le langage observationnel désigne les entités publiquement observables (c'est-à-dire observables à vue nue, par exemple une « chaise »), tandis que le langage théorique comporte des termes désignant des entités non observables (ou plus difficilement observables, comme un « proton »). Ceci n'est pas une dichotomie exclusive d'ordre générique, car le langage théorique comporte aussi des termes désignant des entités publiquement observables en partie, comme Erithacus rubecula (le rouge-gorge familier) : ainsi la taxonomie classifiant les êtres vivants de façon assez rigoureuse (mais soumise à la controverse scientifique), s'appuie à la fois sur des critères théoriques non observables à vue nue et sur des éléments directement observables.
À partir de cette distinction entre les énoncés descriptifs observationnels et les énoncés descriptifs théoriques, la théorie vérificationniste de la signification en arrive à postuler qu'« un énoncé a une signification cognitive (autrement dit, fait une assertion vraie ou fausse) si et seulement s'il n'est pas analytique ou contradictoire et s'il est logiquement déductible d'une classe finie d'énoncés observables. »

## Conséquences de cette définition
Cette conception de la signification a, selon Pierre Jacob, quatre conséquences indésirables. D'abord, elle élimine du domaine des énoncés dotés d'une signification cognitive les lois universelles, puisque celles-ci ne peuvent être déduites « d'une classe finie d'énoncés observationnels, pour la même raison que l'induction n'a pas de fondement logique. » Aussi, Karl Popper refusa pour cette raison le critère de vérification comme démarcation entre science et non-science, lui substituant le critère de réfutabilité.
Une deuxième conséquence tient au caractère trop large du critère de vérification. Selon ce dernier, une proposition disjonctive « S ou N », où S est un énoncé vérifiable, et N un énoncé non vérifiable (par exemple une proposition métaphysique tirée de La Science de la logique de Hegel), est elle-même vérifiable : pour que « S ou N » soit vrai, il suffit que S le soit. Or, on pourrait exiger d'une proposition formée d'un énoncé dénué de signification qu'elle le soit aussi.
Une troisième conséquence montre aussi le caractère trop restrictif de ce critère. Soit un énoncé existentiel particulier et vérifiable, tel que « il existe un x ayant la propriété P » (« ((∃x)(Px)) »), où P est un prédicat observationnel (par exemple : « il existe une chaise qui est rouge »). La négation de cet énoncé, qui est une proposition universelle négative, n'est pas vérifiable: « pour tout x, il est faux que x ait la propriété P » (par exemple, « pour toute chaise, il est faux que cette chaise soit rouge »). Il est en effet impossible, comme l'avait montré Kant dans la Critique de la raison pure, de généraliser une proposition universelle à partir de l'expérience : en effet rien ne nous empêche, à l'avenir, d'observer un contre-exemple infirmant la règle. D'ailleurs cette idée remonte au moins à Pascal, dans la Préface au Traité du vide ; on la retrouve aussi, sous d'autres formes et arguments, chez Hume et Leibniz[réf. nécessaire].
Enfin, un énoncé tel que « Il existe une montagne d'or de douze cents mètres de haut et personne ne sait qu'il existe une montagne d'or de douze cents mètres de haut » est invérifiable : s'il n'existe sans doute pas de montagne d'or de douze cents mètres de haut, il n'est pas possible de vérifier la seconde partie de la conjonction. Or une conjonction n'est vérifiable que si les deux termes de celle-ci le sont. Et si la première partie de la conjonction est vérifiée (il existe bien une telle montagne), alors la seconde partie est falsifiée (car on ne peut la vérifier sans que personne sache qu'il existe une telle montagne). C'est le problème posé par les attitudes propositionnelles, telle que « x croit que », « x sait que », etc.
Une conception falsificationniste de la signification (jamais proposée par Popper) ne fonctionne pas plus. En effet, une telle conception impliquerait que tous les énoncés existentiels sont dépourvus de signification, puisqu'ils ne pourraient être falsifiés que par un énoncé universel, lequel ne peut être dérivé de l'expérience.